# 九州工业大学
九州工業大学（日语：／）是本部位于福冈县北九州市户畑区仙水町1-1的日本国立大学。于1949年设立。虽然其英语略称KIT，但多用其网站域名Kyutech称呼九州工业大学。

## 概要
九州工业大学的前身为1909年（明治42年）设立的私立高等工业学校明治专门学校，1921年（大正10年）改为官办。加盟福冈六大学棒球联盟。
因为毕业生的就业率很高，九工大在企业中有很高的评价。

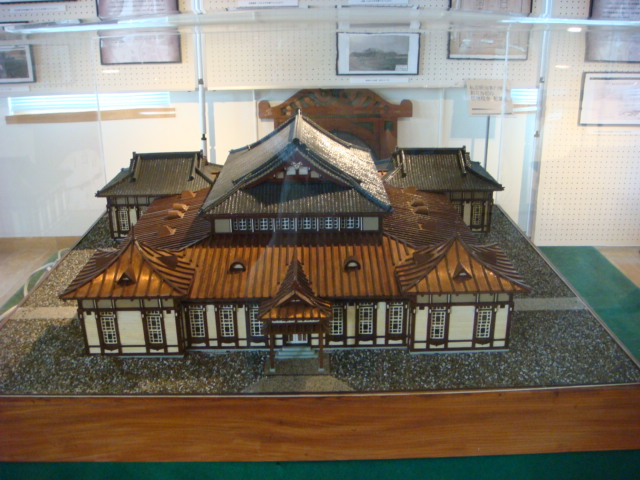
明治専門学校旧本館のR50分の1模型（辰野金吾设计、九州工業大学资料馆藏）

龙卷风研究的世界权威藤田哲也出身九工大。

## 建校理念
根据首任校长山川健次郎『技術に堪能なる士君子』的理念建校。该理念蕴含山川和安川两人“不只培养技术人才，也培养精通技术的绅士（Gentleman），以维护日本的发展”的教育思想。
学校进一步施行教育・研究的高端化。作为「知识和文化的信息发送据点」和教育・研究机关，为下一代产业的创造养成做出相应的贡献，以建设个性丰富的工学系综合大学为目标、在生命原理等多学科工学方面进行诸多新的学术尝试。

## 学部・大学院

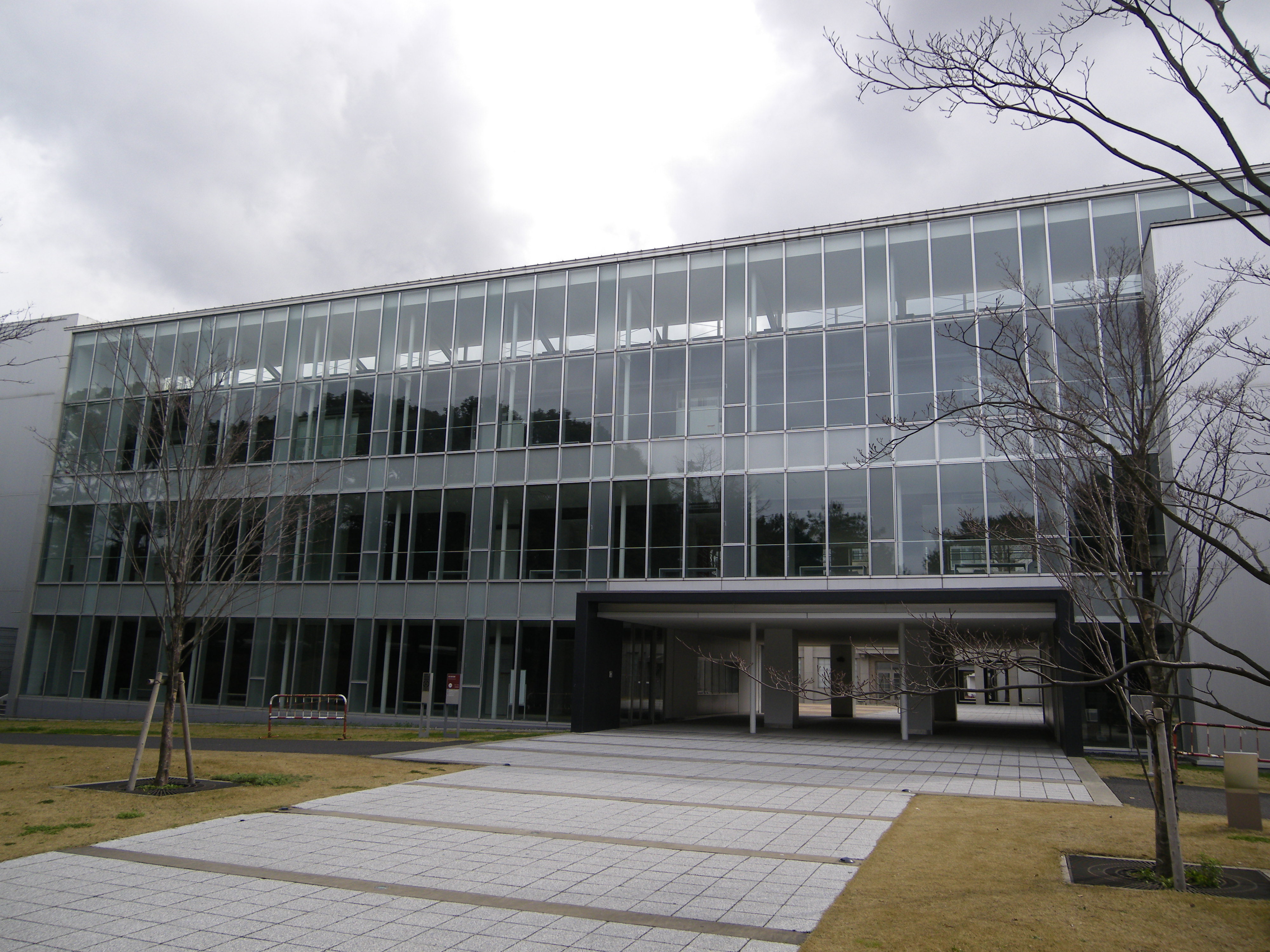
戸畑校区综合教学楼

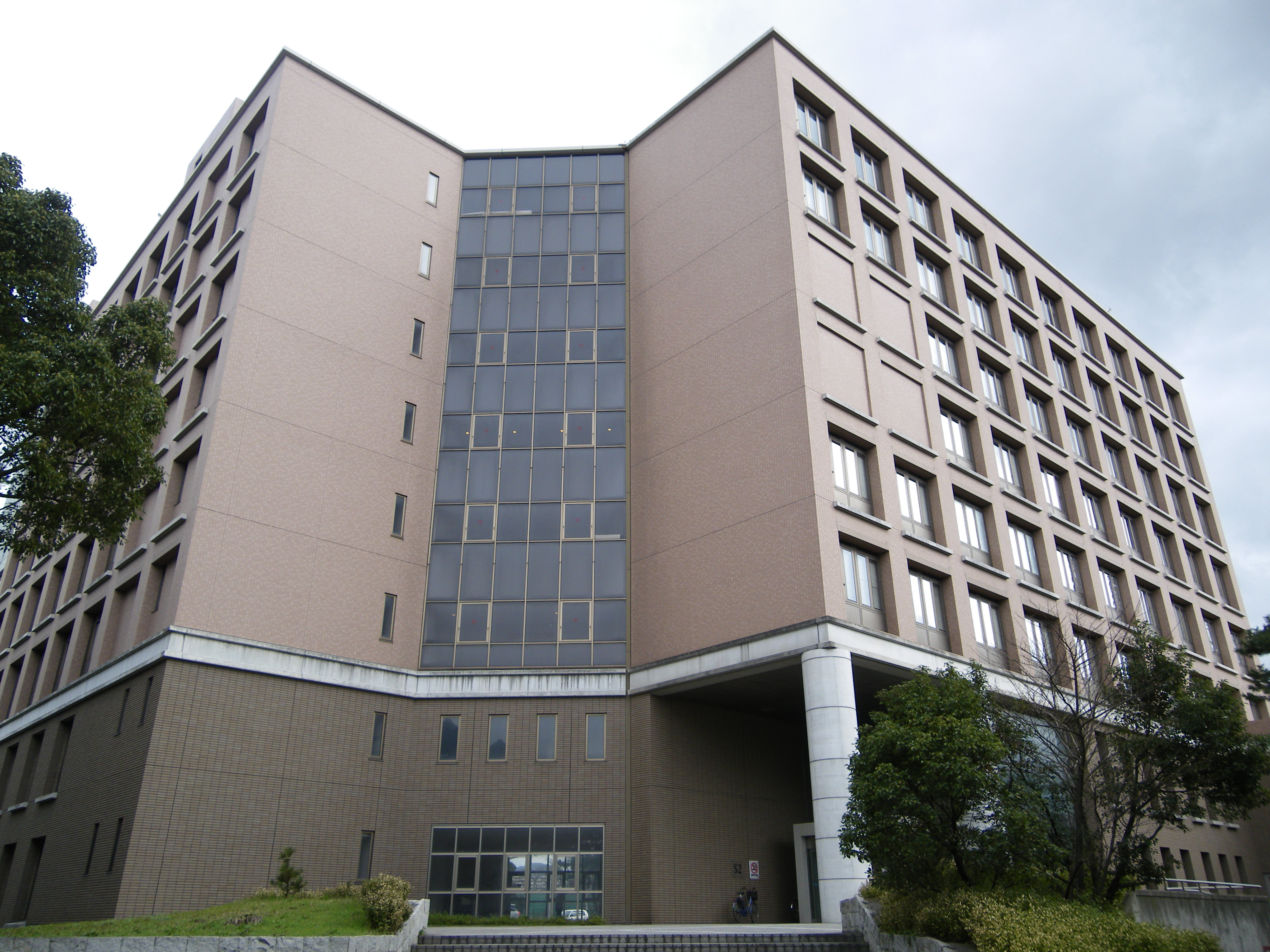
戸畑校区综合研究楼

### 学部
- 工学部 (Faculty of Engineering)
  - 机械智能工学科
    - 机械工学课程 - 宇宙工学课程 -智能控制工学课程

  - 社会建设工学科　
    - 建筑学课程 － 区域环境设计课程 － 都市再生设计课程

  - 电气电子工学科
    - 系统及电子技术课程 - 电力课程 - 电子设备课程　

  - 应用化学科
  - 材料工学科
  - 综合系统工学科
- 信息工学部 (Faculty of Computer Science and Systems Engineering)
  - 智能信息工学科
  - 电子信息工学科
  - 系统创成信息工学科
  - 机械信息工学科
  - 生命信息工学科

### 大学院
- 大学院工学府
  - 机械智能工学专业
    - 机械工学课程 - 宇宙工学课程 -智能控制工学课程

  - 社会建设工学专业　
    - 建筑学课程 － 区域环境设计课程 － 都市再生设计课程

  - 电气电子工学专业
    - 系统及电子技术课程 - 电力课程 - 电子设备课程　

  - 物质工学専攻
    - 应用化学课程 - 材料工学课程

  - 先端机能系统工学专业
- 大学院信息工学府
  - 信息科学专业
    - 智能信息方向 - 信息方向 - 生命信息方向

  - 信息系统专业
    - 电子信息方向 - 机械信息方向

  - 信息创成工学专业
- 大学院生命体工学研究科
  - 生体机能专业
  - 脑信息专业

## 校区
- 戸畑校区・本部（福冈县北九州市户畑区仙水町）
- 飯塚校区（福岡県飯塚市大字川津、1986年設置）
- 若松校区（福岡県北九州市若松区ひびきの、2001年設置）

## 現在的组织
学校设有戸畑、飯塚、若松三个校区进行本科，研究生教学和教育研究。本科教学点为戸畑校区（工学部）和飯塚校区（情報工学部）。若松校区为大学院生命体工学研究科所在地。

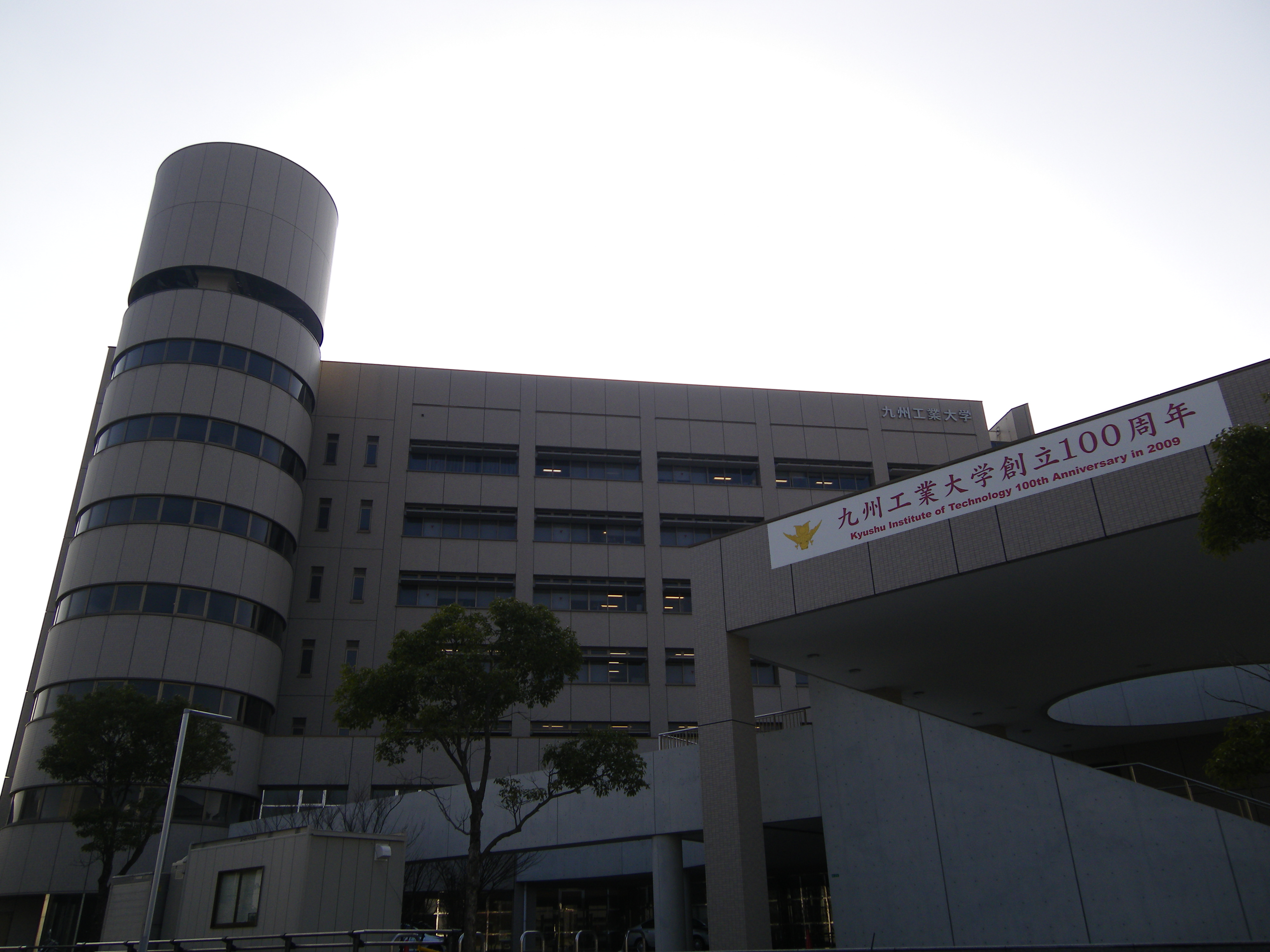
若松校区（大学院生命体工学研究科）

### 主要教育研究设施
- 九州工業大学附属图书馆（戸畑）
  - 附属图书馆信息工学部分馆（飯塚）
- 产学合作促进中心
- 情報科学中心
- 微缩综合技术中心
- 環境管理中心
- 機器分析中心
- 宇宙環境技術研究中心
- 网络设计研究中心（東京・福冈）
- 尖端模具中心
- 生态微遥感技術研究中心
- 理数教育支援中心
- 生态城示范研究中心
- 情報通信技術教育中心
- 高端生态配件技术研究开发中心
- 保健中心
- 电子学习业务推广办事处
- 九工大广场（天神卫星校区・天神イムズ内）

### 其它施設
- 明専会館（戸畑） - 西餐厅・婚礼会场（旧安川第五郎宅跡、由同窗会组织・社团法人明専会运营）
- 鳳龍俱乐部（東京・新橋） - 交流施設（由同窗会组织・社团法人明専会运营）
- 九州工業大学生活協同組合 - 戸畑店・飯塚店
- 仙水荘 - 合宿施設
- 長陽山荘（熊本県阿蘇郡） - 合宿施設

## 沿革
早先在北九州经营矿山（明治矿业）的安川财阀（安川敬一郎），为了培养矿山技术人员，在1909年（明治42年）开设了私立明治专门学校。学校开设采矿、冶金、機械工学等学科，是日本第一所4年制专门学校。现在还有人称九工大为“明专”，在同窗会和户畑校区的学生宿舍的名称中，也还能发现“明专”的痕迹。当初的校舍设计者为辰野金吾，现在正门旁的警卫室是现在唯一存留下来的建筑物。
明治大学工学部（现在的理工学部）的前身——私立[东京明治工业专门学校]（1944年设立）虽然也简称为[明专],但却是完全不同的组织。
- 1907年7月23日 获准成立私立明治専門学校（4年制）
- 1909年4月1日 私立明治専門学校开课
- 1921年3月30日 移交官办
- 1944年4月1日 改称明治工业专门学校（3年制）
- 1949年5月31日 成立新制国立大学 九州工业大学
- 1951年3月31日 废除明治工业专门学校
- 1951年4月1日 设立九州工業大学短期大学部（夜間3年制）
- 1952年4月1日 工業教員養成課程設置
- 1954年4月1日 工学専攻科設置
- 1959年4月1日 工学部第二部設置
- 1961年3月31日 九州工業大学短期大学部廃止
- 1965年3月31日 工学専攻科廢止
- 1965年4月1日 大学院工学研究科修士課程設置
- 1986年10月1日 飯塚校区（情報工学部）設置
- 1988年3月31日 工業教員養成課程废止
- 1988年4月1日 大学院工学研究科博士課程設置、工学部学科改組
- 1991年4月1日 大学院情報工学研究科修士課程設置
- 1993年4月1日 大学院情報工学研究科博士課程設置
- 2001年4月1日 若松校区、大学院生命体工学研究科（独立研究科・博士課程）設置
- 2003年4月1日 被纳入21世紀COE计划
- 2004年4月1日 根据国立大学法人法 成立 国立大学法人
- 2008年4月1日 工学部改組、工学研究科・情報工学研究科各自改称工学府・情報工学府
- 2009年2月6日 近代化産業遺産続33（22技術者教育 - 九州工業大学関連遺産）として、表門・守衛所・学生支援プラザ（旧標本資料室）・屋外展示物（バックトン引張試験機・ゐのくち式ポンプ・立て型削り盤・回転変流機・ペルトン水車・往復動型空気圧縮機）・実習工場A棟の所蔵物（平削盤・ジグボーラー・ラジアルボール盤）・実験1号棟の所蔵物（蒸気機関）が認定された。
- 2009年5月28日 創立100周年
- 2009年10月13日 創立100周年記念企画展「安川敬一郎与戸畑 - 明専のあるまち」（会場：大学歴史資料室、2010年1月13日まで）開催。

## 关联项目
- 大学
- 西日本大学一览
- 北九州学術研究都市
- 明治学園（前身为私立明治専門学校附属小学校）
- 旧松本家住宅（西日本工業倶楽部）（松本健次郎 安川敬一郎次子、私立明治専門学校創立者之一 故居）
- 明专扑克（指在户畑校区流传的扑克游戏、或指户畑校区贩卖的扑克牌）
- 京都工艺纤维大学（英文略称同为KIT。域名kit.ac.jp被该校申请）